# Hemibagrus wyckii
Hemibagrus wyckii és una espècie de peix de la família dels bàgrids i de l'ordre dels siluriformes.

## Morfologia
Els mascles poden assolir els 71 cm de longitud total.

## Distribució geogràfica
Es troba des de Tailàndia fins a Indonèsia.